# Ladinha d'Amont
Ladinha d'Amont (en francès La Digne-d'Amont) és un municipi del departament de l'Aude, a la regió d'Occitània.